# 宗穏寺
宗穏寺（そうおんじ）は、埼玉県飯能市にある曹洞宗の寺院。

## 歴史
1577年（天正5年）、日峰伊鯨によって開山された。日峰伊鯨は現在の埼玉県入間郡越生町の曹洞宗の寺院龍穏寺の第12世住職である。
1878年（明治11年）の火災で全焼してしまった。1862年（昭和37年）になり、ようやく本堂が再建された。

## 文化財
- 木造伝阿弥陀如来立像（飯能市指定有形文化財 昭和62年4月1日指定）[2]

## 交通アクセス
- コミュニティバス中沢停留所より徒歩7分。